# Alpineskiën op de Olympische Winterspelen 1980
Alpineskiën is een van de sporten die beoefend werden tijdens de Olympische Winterspelen 1980 in Lake Placid. Deze wedstrijden golden tevens als wereldkampioenschap.

## Heren

### Afdaling
| rang   | sporter(s)        | land | tijd    |
| ------ | ----------------- | ---- | ------- |
| Goud   | Leonhard Stock    | AUT  | 1:45.50 |
| Zilver | Peter Wirnsberger | AUT  | 1:46.12 |
| Brons  | Steve Podborski   | CAN  | 1:46.62 |
| 4      | Peter Müller      | SUI  | 1:46.75 |
| 5      | Pete Patterson    | USA  | 1:47.04 |
| 6      | Herbert Plank     | ITA  | 1:47.13 |
| 7      | Werner Grissmann  | AUT  | 1:47.21 |
| 8      | Valeri Tsyganov   | URS  | 1:47.34 |
|        |                   |      |         |
| 33     | Henri Mollin      | BEL  | 1:55.83 |
| 34     | Didier Lamon      | BEL  | 1:57.57 |

### Reuzenslalom
| rang   | sporter(s)       | land | tijd    |
| ------ | ---------------- | ---- | ------- |
| Goud   | Ingemar Stenmark | SWE  | 2:40.74 |
| Zilver | Andreas Wenzel   | LIE  | 2:41.49 |
| Brons  | Hans Enn         | AUT  | 2:42.51 |
| 4      | Bojan Križaj     | YUG  | 2:42.53 |
| 5      | Jacques Lüthy    | SUI  | 2:42.75 |
| 6      | Bruno Nockler    | ITA  | 2:42.95 |
| 7      | Joël Gaspoz      | SUI  | 2:43.05 |
| 8      | Boris Strel      | YUG  | 2:43.24 |
|        |                  |      |         |
| 47     | Didier Lamon     | BEL  | 3:05.68 |
|        | Henri Mollin     | BEL  | DNF     |

### Slalom
| rang   | sporter(s)           | land | tijd    |
| ------ | -------------------- | ---- | ------- |
| Goud   | Ingemar Stenmark     | SWE  | 1:44.26 |
| Zilver | Phil Mahre           | USA  | 1:44.76 |
| Brons  | Jacques Lüthy        | SUI  | 1:45.06 |
| 4      | Hans Enn             | AUT  | 1:45.12 |
| 5      | Christian Neureuther | FRG  | 1:45.14 |
| 6      | Petar Popangelov     | BUL  | 1:45.40 |
| 7      | Anton Steiner        | AUT  | 1:45.41 |
| 8      | Gustav Thöni         | ITA  | 1:45.99 |
|        |                      |      |         |
| 24     | Henri Mollin         | BEL  | 1:58.89 |
|        | Didier Lamon         | BEL  | DNF     |

## Dames

### Afdaling
| rang   | sporter(s)            | land | tijd    |
| ------ | --------------------- | ---- | ------- |
| Goud   | Annemarie Moser-Pröll | AUT  | 1:37.52 |
| Zilver | Hanni Wenzel          | LIE  | 1:38.22 |
| Brons  | Marie-Theres Nadig    | SUI  | 1:38.36 |
| 4      | Heidi Preuss          | USA  | 1:39.51 |
| 5      | Kathy Kreiner         | CAN  | 1:39.53 |
| 6      | Ingrid Eberle         | AUT  | 1:39.63 |
| 7      | Torill Fjeldstad      | NOR  | 1:39.69 |
| 7      | Cindy Nelson          | USA  | 1:39.69 |

### Reuzenslalom
| rang   | sporter(s)            | land | tijd    |
| ------ | --------------------- | ---- | ------- |
| Goud   | Hanni Wenzel          | LIE  | 2:41.66 |
| Zilver | Irene Epple           | FRG  | 2:42.12 |
| Brons  | Perrine Pelen         | FRA  | 2:42.41 |
| 4      | Fabienne Serrat       | FRA  | 2:42.42 |
| 5      | Christa Kinshofer     | FRG  | 2:42.63 |
| 6      | Annemarie Moser-Pröll | AUT  | 2:43.19 |
| 7      | Christin Cooper       | USA  | 2:44.71 |
| 8      | Maria Epple           | FRG  | 2:45.56 |

### Slalom
| rang   | sporter(s)           | land | tijd    |
| ------ | -------------------- | ---- | ------- |
| Goud   | Hanni Wenzel         | LIE  | 1:25.09 |
| Zilver | Christa Kinshofer    | FRG  | 1:26.50 |
| Brons  | Erika Hess           | SUI  | 1:27.89 |
| 4      | Mariarosa Quario     | ITA  | 1:27.92 |
| 5      | Claudia Giordani     | ITA  | 1:29.12 |
| 6      | Nadezjda Patrakejeva | URS  | 1:29.20 |
| 7      | Daniela Zini         | ITA  | 1:29.22 |
| 8      | Christin Cooper      | USA  | 1:29.28 |

## Medaillespiegel
| rang | land                     | goud | zilver | brons | totaal |
| ---- | ------------------------ | ---- | ------ | ----- | ------ |
| 1    | Liechtenstein            | 2    | 2      | 0     | 4      |
| 2    | Oostenrijk               | 2    | 1      | 1     | 4      |
| 3    | Zweden                   | 2    | 0      | 0     | 2      |
| 4    | Bondsrepubliek Duitsland | 0    | 2      | 0     | 2      |
| 5    | Verenigde Staten         | 0    | 1      | 0     | 1      |
| 6    | Zwitserland              | 0    | 0      | 3     | 3      |
| 7    | Canada                   | 0    | 0      | 1     | 1      |
| 7    | Frankrijk                | 0    | 0      | 1     | 1      |
|      |                          | 6    | 6      | 6     | 18     |